# Gregorio Gómez
Gregorio Gómez Álvarez (Tepatitlán, Jalisco, 14 de febrero de 1927 - Guadalajara, Jalisco, 24 de marzo de 2015), más conocido como El Tepa Gómez, fue un jugador mexicano de fútbol que jugaba en la posición de defensa lateral derecho y tiempo después como central. Jugó para el Club Deportivo Guadalajara y para los Pumas de la UNAM.
Nació en el año de 1927 en la ciudad de Tepatitlán, Jalisco, en una familia unida donde contó con un hermano futbolista, Salvador Gómez Álvarez, el Tepa 2. Con el tiempo llegó a convertirse en uno de los máximos exponentes del fútbol surgido de la cantera de Tepatitlán.

## Trayectoria

### Club Deportivo Guadalajara
Llegó al Club Deportivo Guadalajara, extraído del equipo local de su ciudad el Club Tepatitlán(amateur), en la segunda mitad de la década de los 1940s debutando cuando el húngaro Jorge Orth se encontraba como entrenador, haciendo su debut el 15 de febrero de 1948 en un juego contra el Club Tampico realizado en Tampico, Tamaulipas. 
Su gran estatura y buen fútbol, hizo que fuera muy difícil la labor de pasarlo en las jugadas aéreas, factor que hizo que llegara a la Selección mexicana en la cual tuvo varias participaciones en torneos internacionales y una Copa del Mundo.

### Atlas F.C.
Salió del equipo rojiblanco en agosto de 1954, cuando su carta como jugador fue liberada por el club, lo que sería aprovechado por el Atlas que lo contrató para jugar con la escudra rojinegra.

### Pumas de la UNAM
Finalmente en 1960 jugaría con los Pumas de la UNAM en dicho equipo culminó su carrera como futbolista profesional obteniendo excelentes resultados deportivos en los distitnos clubes en los que formó parte.

## Selección de Fútbol de México

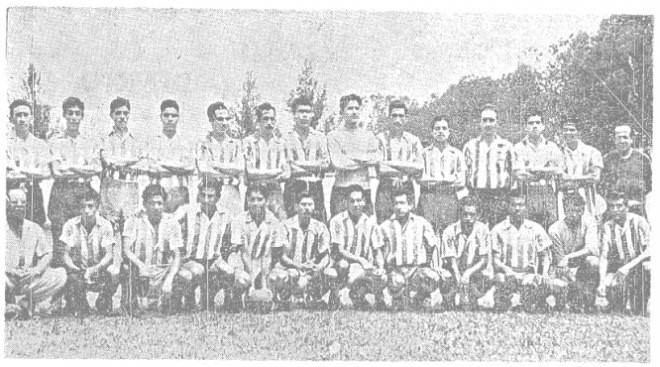
El Tepa en Chivas

Debutó con la Selección de fútbol de México el 25 de septiembre de 1949 en la II Copa Norteamericana y del Caribe, en el estadio de la Ciudad de los Deportes en la Ciudad de México.
Fue uno de los primeros jugadores del Guadalajara en jugar una Copa Mundial de Fútbol, fue convocado junto con sus compañeros de equipo Max Prieto y Rodrigo Ruiz para la Mundial de 1950. 
Sin embargo Gómez y Ruiz fueron los únicos en jugar ya que Prieto se quedaría en la banca, Gómez jugó el segundo partido ante Yugoslavia y el tercer juego ante Suiza. 
También estuvo nominado para participar en el Mundial de 1954 pero no quedó en la convocatoria final.

### Participaciones en Copas del Mundo
| Mundial                        | Sede   | Resultado    |
| ------------------------------ | ------ | ------------ |
| Copa Mundial de Fútbol de 1950 | Brasil | Primera Fase |

## Estadio en su honor

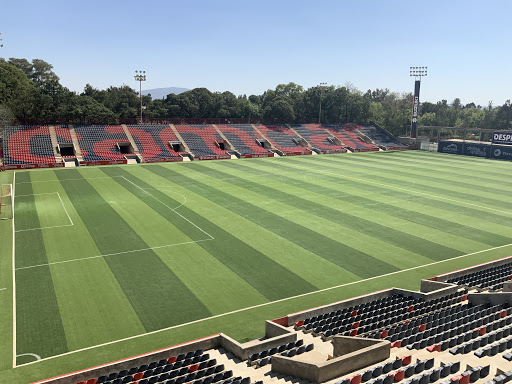
Estadio en su honor

En Tepatitlán de Morelos el Gobierno Municipal lo conmemoró al ponerle su nombre al estadio local el Estadio Tepa Gómez, dicho estadio que aun conserva el nombre y ubicación; donde juega su equipo de infancia y juventud.
Fue inaugurado en septiembre de 1970, con el partido entre Club Tepatitlán vs Guadalajara con marcador de 0-3 a favor del Guadalajara, contó con 3200 espectadores. Con la presencia de autoridades de la Federación Mexicana de Fútbol, del Gobierno Municipal y estatal, además de la presencia de Gregorio Gómez el "Tepa"† a quien se nombró en su honor el estadio, el cual junto con las autoridades corto el hilo inaugural.
Actualmente el estadio cuenta con capacidad para 12,500 personas, como sede del Tepatitlán Fútbol Club de la Liga de Expansión MX.
| Septiembre de 1970 | Club Tepatitlán | '0:3' | Guadalajara |                                                                 |                                                                 |
|                    | 0               |       | 3           | Asistencia: 3200 espectadores Árbitro(s): s/Referencia (México) | Asistencia: 3200 espectadores Árbitro(s): s/Referencia (México) |

## Clubes
| Club                       | País   | Año       |
| -------------------------- | ------ | --------- |
| Club Deportivo Guadalajara | México | 1948-1954 |
| Atlas de Guadalajara       | México | 1954-1960 |
| Pumas de la UNAM           | México | 1960-1968 |